# 4465 Родіта
4465 Родіта (4465 Rodita) — астероїд головного поясу, відкритий 14 жовтня 1969 року.
Тіссеранів параметр щодо Юпітера — 3,488.